# Бронево (Іновроцлавський повіт)
Бронево (пол. Broniewo, нім. Brunsdorf) — село в Польщі, у гміні Злотники-Куявські Іновроцлавського повіту Куявсько-Поморського воєводства.
Населення — 191 особа (2011).
У 1975-1998 роках село належало до Бидгощського воєводства.

## Демографія
Демографічна структура станом на 31 березня 2011 року:
|          | Загалом | Допрацездатний вік | Працездатний вік | Постпрацездатний вік |
| -------- | ------- | ------------------ | ---------------- | -------------------- |
| Чоловіки | 87      | 19                 | 63               | 5                    |
| Жінки    | 104     | 30                 | 60               | 14                   |
| Разом    | 191     | 49                 | 123              | 19                   |